# Magyarországi ünnepek és emléknapok listája

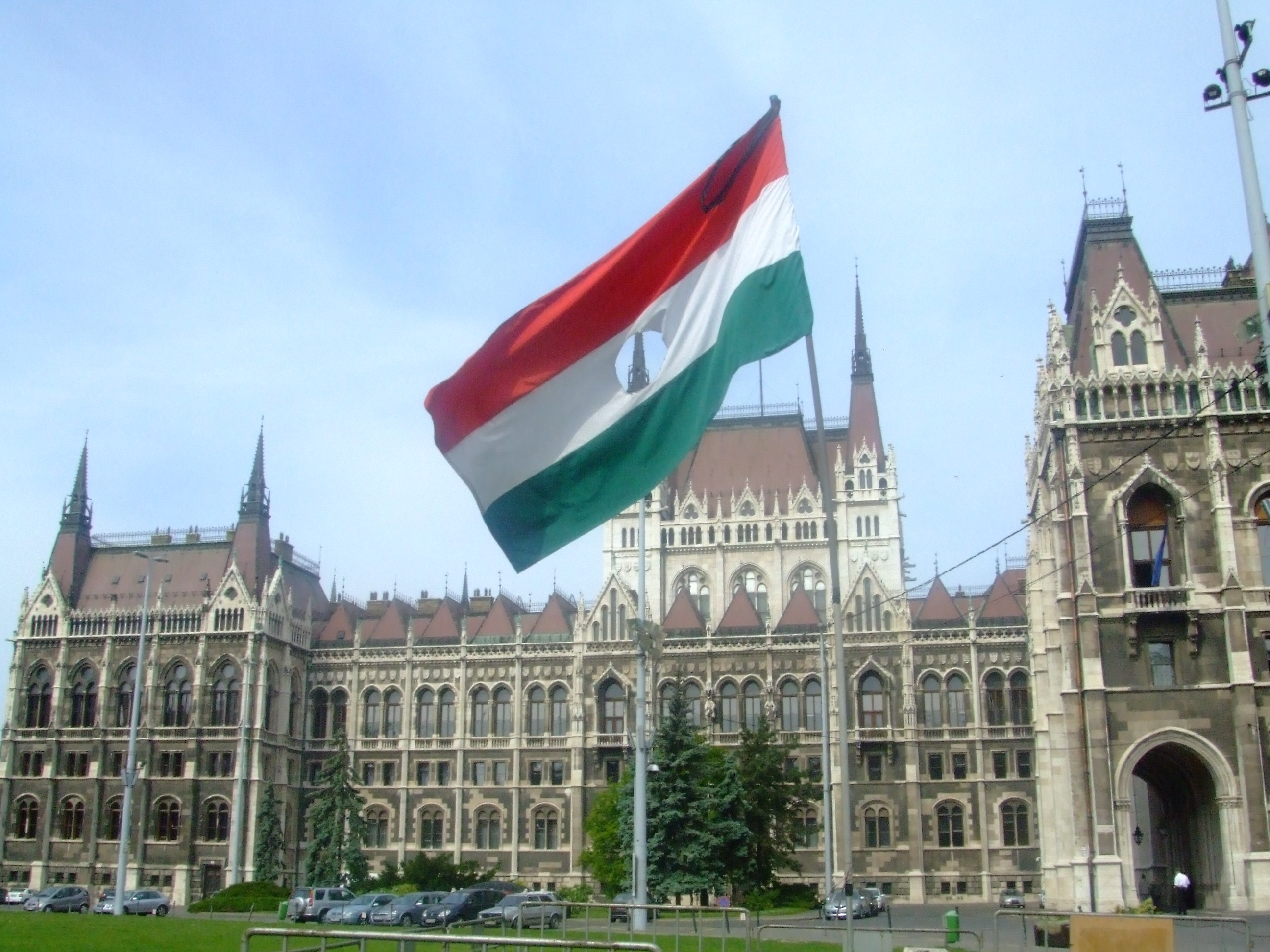
Lyukas zászló az országház előtt, az 1956-os forradalom tiszteletére

Ez a szócikk a Magyarországon megtartott ünnepeket és emléknapokat sorolja fel.

## Országos ünnepek és emléknapok

### Államilag elismert ünnepek és emléknapok
A magyar jogrendszer megkülönbözteti a nemzeti ünnepet, az állami ünnepet, valamint a többi munkaszüneti napot. Magyarországon két nemzeti és egy állami (és egyben nemzeti) ünnep van, amelyek egyben munkaszüneti napok is. A többi munkaszüneti nap többnyire egyházi ünnepekhez, illetve jeles történelmi eseményekhez köthető. Ezeken felül vannak törvényben rögzített nemzeti emléknapok is, amelyek valamely tragikus vagy örömteli történelmi eseményre való emlékezésre szolgálnak, de nem munkaszüneti napok.

| Dátum           | Magyar név                                                | Munkaszüneti nap | Megjegyzés |
| --------------- | --------------------------------------------------------- | ---------------- | --- |
| január 1.       | újév                                                      | igen             | |
| január 22.      | A magyar kultúra napja                                    | nem              | |
| február 1.      | a köztársaság napja                                       | nem              | 1946-ban a nemzetgyűlés e napon fogadja el a Magyarországot köztársasággá kinyilvánító 1946 évi I. törvénycikket. 2005 óta ünnepeljük. |
| február 25.     | a kommunista diktatúrák áldozatainak emléknapja           | nem              | 1947-ben Kovács Bélát, a FKGP főtitkárát ezen a napon tartóztatták le és hurcolták a Szovjetunióba. 2000 óta ünnep; a középiskolákban megemlékezést tartanak. |
| március 15.     | az 1848-as forradalom ünnepe                              | igen             | nemzeti ünnep az 1848-49. évi forradalom és szabadságharc emlékére A modern parlamentáris Magyarország megszületésének a napja. Az 1848. március 15-ei forradalom célja a Habsburg-uralom megszüntetése, a függetlenség és az alkotmányos berendezkedés kivívása volt. 1989-ben először volt munkaszüneti nap. 1990-től hivatalos nemzeti ünnep. Ezen a napon osztják ki a Kossuth- és Széchenyi-díjakat                   |
| mozgóünnep      | nagypéntek                                                | igen             | Keresztény ünnep; húsvét előtti péntek. A törvényt az Országgyűlés 2017. március 7-én fogadta el. |
| mozgóünnep      | húsvét                                                    | igen             | Keresztény ünnep; időpontja a tavaszi napéjegyenlőséget követő első holdtölte utáni első vasárnap és azt követő hétfő. |
| április 16.     | a holokauszt magyarországi áldozatainak emléknapja        | nem              | 1944-ben a Kárpátalján ezen a napon kezdődött el a zsidóság gettókba kényszerítése későbbi deportálásuk céljából. Az Országgyűlés 2000. évi döntése szerint 2001-től minden évben április 16-án tartják meg az emléknapot a középiskolákban. |
| május 1.        | a munka ünnepe                                            | igen             | Katolikus ünnep is, munkás Szent József napja |
| mozgóünnep      | pünkösd                                                   | igen             | Keresztény ünnep; húsvét utáni 7. vasárnap és hétfő |
| június 4.       | a nemzeti összetartozás napja                             | nem              | nemzeti emléknap a trianoni békeszerződés aláírásának (1920) évfordulója, 2010 óta emléknap. |
| június 16.      | Nagy Imre emléknap                                        | nem              | Nagy Imre miniszterelnök és mártírtársai újratemetésének emléknapja |
| június 19.      | a független Magyarország napja                            | nem              | nemzeti emléknap (1991-ben ezen a napon hagyták el Magyarországot a megszálló szovjet csapatok) június utolsó szombatja: a magyar szabadság napja |
| július 22.      | a nándorfehérvári diadal emléknapja                       | nem              | A nándorfehérvári diadal a magyar–török háborúk egyik jelentős eseménye, amelynek során 1456. július 4–21. között a keresztények (magyarok és szerbek) Szilágyi Mihály vezetésével hősiesen védték Nándorfehérvár (a mai Belgrád) várát II. Mehmed török szultán több mint tízszeres túlerőben levő ostromló seregével szemben, majd július 22-én Hunyadi János vezetésével a vár melletti csatában legyőzték a törököket. |
| augusztus 20.   | az államalapítás ünnepe                                   | igen             | nemzeti ünnep és hivatalos állami ünnep az államalapítás és az államalapító Szent István király emlékére Szent István király szentté avatásának (1083) évfordulója. Egyházi ünnep is. |
| augusztus 23.   | A totalitárius diktatúrák áldozatainak európai emléknapja | nem              | A totalitárius diktatúrák áldozatainak európai emléknapját augusztus 23-án tartják a nácizmus és a kommunizmus áldozatainak emlékére. |
| október 6.      | az aradi vértanúk emléknapja                              | nem              | Nemzeti emléknap. Az iskolákban megemlékezést tartanak. |
| október 23.     | az 1956-os forradalom ünnepe                              | igen             | nemzeti ünnep az 1956. évi forradalom és szabadságharc emlékére Korábban a Harmadik Köztársaság kikiáltásának az ünnepe is volt. |
| november 1.     | mindenszentek                                             | igen             | Keresztény ünnep, a naptárban nem szereplő szentek emléknapja |
| november 2.     | halottak napja                                            | nem              | Katolikus ünnep, a nem üdvözült lelkek napja |
| november 4.     | az emlékezés napja                                        | nem              | Az 1956-os forradalom leverésének emléknapja |
| november 13.    | a magyar nyelv napja                                      | nem              | 2011 óta ünnepeljük annak emlékére, hogy 1844-ben Magyarországon ezen a napon lett hivatalos nyelv a latin helyett |
| november 25.    | Gulag-emléknap                                            | nem              | A Szovjetunióba hurcolt magyar politikai rabok és kényszermunkások emléknapja |
| december 25-26. | karácsony                                                 | igen             | Keresztény ünnep, Jézus születésének egyezményes napja |

### Egyházi ünnepek
Fontosabb keresztény egyházi ünnepek
A fontosabb keresztény egyházi ünnepek többsége egyben államilag elismert ünnep is.
| Dátum                                                                                       | Magyar név               | Munkaszüneti nap | Megjegyzés              |
| ------------------------------------------------------------------------------------------- | ------------------------ | ---------------- | ----------------------- |
| A tavaszi nap-éj egyenlőség utáni első holdtölte utáni első vasárnap előtti csütörtök       | Nagycsütörtök            | Nem              | Húsvét előtti csütörtök |
| A tavaszi nap-éj egyenlőség utáni első holdtölte utáni első vasárnap előtti péntek          | Nagypéntek               | igen             | Húsvét előtti péntek    |
| A tavaszi nap-éj egyenlőség utáni első holdtölte utáni első vasárnap előtti szombat         | Nagyszombat              | igen             | Húsvét előtti szombat   |
| A tavaszi nap-éj egyenlőség utáni első holdtölte utáni első vasárnap és az azt követő hétfő | Húsvét                   | igen             |                         |
| Húsvét után 7 héttel (vasárnap és hétfő)                                                    | Pünkösd                  | igen             | Húsvét után 50 nappal   |
| augusztus 15.                                                                               | Nagyboldogasszony ünnepe | nem              | Katolikus ünnep         |
| augusztus 20.                                                                               | Szent István ünnepe      | igen             | Katolikus ünnep         |
| október 31.                                                                                 | A reformáció napja       | nem              | Protestáns ünnep        |
| november 1.                                                                                 | mindenszentek            | igen             | Keresztény ünnep        |
| november 2.                                                                                 | Halottak napja           | nem              | Katolikus ünnep         |
| december 24.                                                                                | Szenteste                | nem              | Keresztény ünnep        |
| december 25.–26.                                                                            | Karácsony                | igen             | Keresztény ünnep        |

Egyéb magyar vonatkozású katolikus egyházi ünnepek:
| Dátum        | Ünnep                                                     |
| ------------ | --------------------------------------------------------- |
| január 18.   | Árpád-házi Szent Margit                                   |
| május 30.    | a Szent Jobb megtalálásának ünnepe                        |
| június 27.   | Szent László napja                                        |
| július 18.   | Szent Hedvig ünnepe                                       |
| július 24.   | Szent Kinga ünnepe                                        |
| október 8.   | Magyarok Nagyasszonya                                     |
| november 5.  | Szent Imre ünnepe                                         |
| november 13. | A magyar szentek és boldogok ünnepe; Szent Asztrik ünnepe |
| november 19. | Szent Erzsébet ünnepe                                     |

### Néphagyományokhoz kötődő ünnepek
| Dátum         | Magyar név                                  | Munkaszüneti nap | Megjegyzés                                                                                                |
| ------------- | ------------------------------------------- | ---------------- | --- |
| –             | „Farsang farka”                             | nem              | Húshagyókedd és a megelőző hétvége (februárban vagy március elején).                                      |
| június 24.    | Keresztelő Szent János ünnepe               | nem              | „Szentiván napi” hagyományok, Szent Iván éjszakája.                                                       |
| június 29.    | Szent Péter és Szent Pál ünnepe (Péter-Pál) | nem              | aratásünnep.                                                                                              |
| augusztus 20. | Az új kenyér ünnepe                         | igen             | Egybeesik az államalapítás ünnepével, amely munkaszüneti nap.                                             |
| október 31.   | Halloween                                   | nem              | Ősi kelta eredetű ünnep. A hagyományok szerint ezen a napon a legvékonyabb a határ élők és holtak között. |
| november 2.   | Halottak napja                              | nem              | A szenvedő Egyház (ecclesia patiens) ünnepe.                                                              |
| december 6.   | Mikulás                                     | nem              | Szent Miklós püspök ünnepén.                                                                              |
| december 31.  | Szilveszter                                 | nem              | Többnyire csökkentett munkaidő, módosított tömegközlekedés és nyitvatartási idők.                         |

### Egyéb országosan elterjedt ünnepek
| Dátum                      | Magyar név  | Munkaszüneti nap | Megjegyzés |
| -------------------------- | ----------- | ---------------- | ---------- |
| március 8.                 | Nőnap       | nem              |            |
| Május első vasárnapja      | Anyák napja | nem              |            |
| Május utolsó vasárnapja    | Gyermeknap  | nem              |            |
| Június harmadik vasárnapja | Apák napja  | nem              |            |

### Korábbi, ma már nem megtartott állami ünnepek
| Dátum       | Magyar név                                    | Munkaszüneti nap volt | Megjegyzés                                                               |
| ----------- | --------------------------------------------- | --------------------- | ------------------------------------------------------------------------ |
| március 21. | A Tanácsköztársaság kikiáltásának ünnepe      | nem                   | 1989-ig állami ünnep volt                                                |
| április 4.  | A felszabadulás ünnepe                        | igen                  | 1950-től 1989-ig állami ünnep volt                                       |
| november 7. | A nagy októberi szocialista forradalom ünnepe | igen                  | 1950-től 1989-ig állami ünnep volt, utoljára 1988-ban volt állami ünnep. |

### Magyarországi emléknapok
A nemzetközi jelentőségű (nem csak Magyarországon ünnepelt) emléknapokról lásd: Ünnepek és emléknapok listája
| Dátum                                                | Név                                                        | Megjegyzés |
| ---------------------------------------------------- | ---------------------------------------------------------- | --- |
| január második szombatja                             | A magyarországi német önkormányzatok napja                 | Magyarországon 1995 januárjában alakultak meg a német kisebbségi önkormányzatok. Ennek emlékére a Magyarországi Németek Országos Önkormányzata január második szombatját a magyarországi német önkormányzatok napjává nyilvánította, s 1997-ben tartották meg először. |
| január 22.                                           | A magyar kultúra napja                                     | A kézirat szerint Kölcsey Ferenc 1823-ban e napon fejezte be a Himnusz megírását. Ennek emlékére 1989-től január 22-én ünnepeljük a magyar kultúra napját, és a pedagógusokat 1993-tól 2012-ig e napon tüntették ki. |
| február 1.                                           | A köztársaság napja                                        | |
| február 1.                                           | A Tisza élővilágának emléknapja                            | Romániában 2000. január 31-én a Szamos felső folyásának vízgyűjtő területén működő román-ausztrál tulajdonú Aurul nevű bányavállalat cianiddal és nehézfémekkel szennyezte a Szamos és a Tisza folyókat. A szennyeződés február 1-12 között vonult le a Tiszán ökológiai katasztrófát okozva a folyó élővilágában. Erre emlékezve az Országgyűlés 2000. június 16-án elfogadott határozatának 10. pontjában február 1-jét a Tisza élővilágának emléknapjává nyilvánította. |
| február 1.                                           | A civilek napja                                            | Az 1994-ben alakult Civil Parlament Magyarországon 1997-ben február 1-jét jelölte meg a Civilek Napjának. 1998-ban tartották meg először, felhívta a figyelmet arra, hogy ha nem működnek kellő számban civil szerveztek, akkor az önkormányzatokra sokkal több feladat és felelősség hárul. |
| február 3.                                           | Rejtvényfejtők napja                                       | Ezen a napon jelent meg először 1957-ben a Füles magazin. |
| február 4.                                           | A katonai térképészet napja                                | A Magyar Honvédség fegyvernemi ünnepe. Az önálló Magyar Katonai Térképészeti Csoport létrehozása emlékére (1919. február 4.). |
| február 6.                                           | A rádiótechnikai fegyvernem napja                          | A Magyar Honvédség fegyvernemi ünnepe. Az először 1994-ben megtartott napon arra a rádiótechnikai bravúrra emlékeznek, hogy Bay Zoltán és kutatócsoportja 1946. február 6-án saját fejlesztésű radarral rádióhullámot sugárzott a Holdra, és a világon akkor egyedülálló eljárással kimutatta a visszaverődött jeleket. |
| február 25.                                          | A kommunista diktatúrák áldozatainak emléknapja            | Az Országgyűlés 2000. június 13-án elfogadott (58/2000. (VI. 16.) határozata értelmében a középfokú oktatási intézményekben minden év február 25-én tartják a Kommunizmus Áldozatainak Emléknapját. Ezen a napon arra emlékeznek, hogy Kovács Bélát, a Független Kisgazdapárt főtitkárát a megszálló szovjet katonai hatóságok 1947. február 25-én jogtalanul letartóztatták és a Szovjetunióba hurcolták, ahol nyolc évet töltött fogságban.                              |
| március 1.                                           | Haditechnikai kutatók és fejlesztők napja                  | A Magyar Királyi Haditechnikai Intézet megalakulásának tiszteletére tartják. 1930. március 1-jén alakult meg. 1994. március 1-jén rendezték meg első ízben. |
| március 1.                                           | A polgári nemzetbiztonsági szolgálatok napja               | A demokratikus nemzetbiztonsági szolgálatok megalakulásának tizedik évfordulóján, 2000-ben fogalmazódott meg az a kormányzati elképzelés, hogy minden év március 1-jén ünnepeljék meg a Polgári Nemzetbiztonsági Szolgálatok Napját. Az Országgyűlés 2001 tavaszán iktatta törvénybe az emléknapot. |
| március 15.                                          | A magyar sajtó napja                                       | A magyar sajtó napját 1990 óta ünnepeljük március 15-én, annak emlékére, hogy 1848-ban ezen a napon nyomtatták ki a magyar sajtó első szabad termékét: a 12 pontot és a Nemzeti dalt. |
| március 16.                                          | A magyar zászló és címer napja                             | Az 1848-as XXI. törvénycikk elfogadásának emléknapja, amely nyilvános ünnepek alkalmával az összes közintézmény és magyar hajó esetében kötelezővé tette a nemzeti lobogó és az ország címerének használatát. |
| március 22.                                          | Fordítók és tolmácsolók napja                              | 1974. március 22-én alakult meg az ELTE Bölcsészettudományi Karának Fordító-és Tolmácsképző Központja. Ennek emlékére 1999 óta március 22-én tartják a magyar fordítók és tolmácsolók napját. |
| március 23.                                          | A magyar–lengyel barátság napja                            | 2007-től |
| március 23.                                          | Ejtőernyősök napja                                         | A Magyar Honvédség fegyvernemi ünnepe |
| április első hétvégéje                               | A roma kultúra napja Magyarországon                        | A megemlékezést első alkalommal 1993 áprilisában tartották neves cigány művészek Budapesten a Magyar Írószövetség székházában. |
| április 10.                                          | Nemzeti rákellenes nap                                     | |
| április 11.                                          | A magyar költészet napja                                   | József Attila születésnapja a Magyar Írók Szövetségének javaslatára 1964-től évente ünneplik. |
| április 16.                                          | A holokauszt áldozatainak emléknapja                       | Az Országgyűlés 2000. évi döntése szerint 2001-től annak emlékére tartják, hogy 1944-ben a Kárpátalján ezen a napon kezdődött el a zsidóság gettókba kényszerítése későbbi deportálásuk céljából. |
| április 24.                                          | A rendőrség napja                                          | |
| április 30.                                          | A méhek napja                                              | A méhek napját a Magyar Méhészek Egyesületének kezdeményezésére 1994 óta ünnepeljük. Célja a mézfogyasztás növelése Magyarországon. |
| április 30.                                          | A magyar katonazene napja                                  | A Magyar Honvédség fegyvernemi napja, a katonazenekarok és katonazenészek ünnepe. Lehár Ferenc születésnapja előtt tisztelegve. |
| április 30.                                          | a magyar film napja                                        | 2018-tól ünneplik meg április 30-án, annak emlékére, hogy 1901-ben ezen a napon mutatták be az első magyar filmet, a Zsitkovszky Béla rendezésében készült A táncz című alkotást. |
| május első szombatja                                 | A magyar műszaki értelmiség napja                          | |
| május első vagy második szombatja                    | Az esélyegyenlőség napja                                   | 2002 óta a MEOSZ szervezésében, a budapesti REHA kiállítással egybekötve. |
| anyák napja utáni hétfő                              | Anya nélkül nevelkedő gyermekek napja                      | |
| május 4.                                             | Tűzoltók napja                                             | 1991 óta ünnepeljük, a tűzoltók védőszentje, Szent Flórián napján |
| május 6.                                             | A magyar sport napja                                       | |
| május 10.                                            | Mentők napja                                               | a szervezett magyar mentés 1887-es elindulásának emlékére. E napon kitüntetéseket, emlékérmeket adnak át az életmentésben élen járó orvosoknak, mentőknek. |
| május 10.                                            | Madarak és fák napja                                       | Chernel István kezdeményezésére, az 1902-es párizsi egyezmény nyomán a hasznos madarak védelméről. Jelenlegi dátumát az 1996. évi természetvédelmi törvény rögzíti. |
| május 21.                                            | A magyar honvédelem napja                                  | Görgei Artúr csapatai 1849. május 21-én visszafoglalták Budát. Erre emlékeztet 1992-től az emléknap. |
| május 30.                                            | A magyar klasszikus zene napja                             | 1952-ben ezen a napon született Kocsis Zoltán. Az emléknapot 2021-ben kezdeményezte a Liszt Ferenc Zeneművészeti Egyetem és a Nemzeti Filharmonikus Zenekar. |
| május utolsó vasárnapja                              | Magyar hősök emlékünnepe                                   | a 2001. évi LXIII. törvény szerint |
| június első vasárnapja                               | Pedagógusok napja, Az építők napja                         | |
| június 4.                                            | A trianoni békeszerződés emléknapja                        | |
| június 10.                                           | Az ügyészség napja                                         | |
| június 13.                                           | A magyar feltalálók napja                                  | |
| június 16.                                           | Az 1956-os forradalom mártírjainak emléknapja              | Nagy Imre és társai kivégzésének (1958. június 16.) emlékére |
| június 19.                                           | A független Magyarország napja                             | Nemzeti emléknap a szovjet csapatok 1991-es kivonásának emlékére |
| június 23. (Szentivánéj) vagy a legközelebbi szombat | Múzeumok Éjszakája                                         | |
| június 25.                                           | A barlangok napja[forrás?]                                 | |
| június 27.                                           | A magyar határőrség napja, A magyarországi lengyelek napja | Mindkettő Szent László király tiszteletére (László-nap), a határőrség napját a kormány határozata alapján 1992 óta ünneplik Magyarországon |
| június utolsó szombatja                              | A magyar szabadság napja                                   | 1991. június 30-án fejeződött be hivatalosan a szovjet csapatok kivonása Magyarországról és az ország visszanyerte önállóságát. Ennek emlékére országszerte rendezvényeket tartanak, a fővárosban Budapesti Búcsú néven. |
| június utolsó hete (változó napon)                   | Bolyai-nap                                                 | 2002 óta |
| július 1.                                            | Semmelweis-nap (a magyar egészségügy napja)                | Semmelweis Ignác születése napjára emlékezve |
| július 1.                                            | A köztisztviselők és kormánytisztviselők napja             | A köztisztviselők jogállásáról szóló 1992. évi XXIII. törvény életbe lépésével (május 5.) |
| július első szombatja                                | Polgárőrnap                                                | |
| július második szombatja                             | Vasutasnap                                                 | |
| július 15.                                           | A bíróságok napja                                          | 2000 óta |
| július utolsó szombatja                              | A balatoni halak napja                                     | |
| augusztus 1.                                         | A forint születésnapja                                     | a forint 1946-os bevezetése emlékére |
| augusztus 9.                                         | Az állatkertek napja                                       | |
| augusztus 15.                                        | A légierő napja                                            | A Magyar Honvédség fegyvernemi ünnepe |
| augusztus 29.                                        | A magyar fotográfia napja                                  | |
| szeptember első vasárnapja                           | Bányásznap                                                 | |
| szeptember 8.                                        | A Büntetés-végrehajtási szervezet napja                    | Szent Adorján napján |
| szeptember 14.                                       | A keresztény egység napja                                  | |
| szeptember 21.                                       | A magyar dráma ünnepe                                      | A Magyar Írók Szövetségének javaslatára 1984-től évente ünneplik Madách Imre Az ember tragédiája című művének ősbemutatója napján. |
| szeptember 30.                                       | A népmese napja                                            | Benedek Elek születésnapja - 2005 óta a Magyar Olvasástársaság kezdeményezésére |
| szeptember 30.                                       | A helyi önkormányzatok napja                               | 2000-től az Országgyűlés 57/2000. (VI.16.) határozata alapján, annak emlékére, hogy 1990-ben ezen a napon tartották az első önkormányzati választásokat. |
| október 6.                                           | Az aradi vértanúk emléknapja                               | |
| október 18.                                          | A magyar festőművészet napja                               | Szent Lukács napján, 2002 óta |
| október 24.                                          | A magyar operett napja                                     | 2002 óta |
| október 31.                                          | Az Őszirózsás forradalom emléknapja                        | |
| november 3.                                          | A magyar tudomány napja                                    | 1997 óta, az 55/1997. (IV. 3.) Kormányrendelet alapján, annak emlékére, hogy 1825. november 3-án ajánlotta fel egyéves jövedelmét Széchenyi István gróf a Magyar Tudományos Akadémia létesítésére. 2003-tól „A magyar tudomány ünnepe”. |
| november 3.                                          | A szociális munka napja                                    | 2000 óta |
| november 4.                                          | Az 1956-os forradalom leverésének emléknapja               | |
| november 22.                                         | A magyar közoktatás napja                                  | A Pedagógusok Szakszervezete kezdeményezte 1991-ben a magyar közoktatás helyzetének, gondjainak bemutatására, valós társadalmi megítélésének elősegítése, a közös cselekvés kialakítása céljából |
| november 25.                                         | A magyar labdarúgás napja                                  | A londoni 6:3 emlékére. Az Aranycsapat 1953. november 25-én Londonban legyőzte az akkor már 90 éve veretlen angol válogatottat. E sporttörténeti győzelem emlékére az MLSZ 1993-ban ünneppé nyilvánította e napot. |
| november 27.                                         | A magyar véradók napja                                     | A Magyar Vöröskereszt 1987-ben javasolta, hogy 1988-tól legyen a véradók napja, emlékezve arra, hogy először 1954. november 27-én adományoztak kitüntetéseket a sokszoros véradóknak. |
| december 1.                                          | A magyar rádiózás napja                                    | |
| december 4.                                          | Bányásznap                                                 | Szent Borbála, a bányászok védőszentje ünnepe |
| december 16.                                         | A magyar kórusok napja                                     | 1991 óta - Kodály Zoltán születésének évfordulója alkalmából |
| december 18.                                         | A kisebbségek napja                                        | 1995 óta tartják e napon a magyar kormány elhatározása nyomán. |

## Helyi ünnepek és emléknapok
| Dátum                     | Név | Megjegyzés |
| ------------------------- | --- | --- |
| január 23.                | Kaposvár napja                                                                                                | 1873-ban e napon nyilvánították rendezett tanácsú várossá.                                                                                    |
| január 29.                | Balassagyarmat, „a legbátrabb város” napja                                                                    | 1919-ben e napon szorította vissza önkéntesek serege a megszálló cseh hadsereget az Ipoly túlpartjára                                         |
| február 13.               | Budapest ostroma végének emléknapja                                                                           | „Budapest felszabadulása” néven is ismert. A várost a német megszállás alól felszabadító szovjet csapatok szállják meg.                       |
| március 5.                | A budapesti Néprajzi Múzeum napja                                                                             | 1872-ben ezen a napon nevezték ki igazgatóvá Xántus Jánost                                                                                    |
| március 21.               | Budapest, Pilisszántó, Dobogókő: tavaszi nap-éj-egyenlőségi ünnep.                                            | |
| április 11.               | Debrecen napja                                                                                                | 1693-ban ezen a napon kapott Debrecen szabad királyi város rangot                                                                             |
| április 24.               | Tótkomlós napja                                                                                               | A török időkben elnéptelenedett város újratelepítésének emléknapja.                                                                           |
| április vége              | Nagykanizsa napja                                                                                             | április utolsó előtti vagy utolsó hétvégéje                                                                                                   |
| május 6.                  | Jászok napja                                                                                                  | A jász településeken, 1991-től Jászjákóhalma önkormányzata kezdeményezésére ünneplik - az 1745-ös Redemptios oklevél aláírásának emlékére.    |
| május 11.                 | Miskolc város ünnepe                                                                                          | I. Ferenc József 1909-ben ezen a napon kapott címeres kiváltságlevelet Miskolcnak. A város 1992 óta ünnepli ezt az eseményt.                  |
| május 21.                 | Szeged napja                                                                                                  | Szeged ezen a napon lett szabad királyi város 1719-ben.                                                                                       |
| június 16.                | Pápa város napja                                                                                              | Az 1848-as első szabad helyhatósági választások évfordulója, a helyi önkormányzat megalakulásának napja.                                      |
| június 21.                | Budapest, Pomáz, Dobogókő, Pilisszántó, Kaposjakab-fellegvár: nyári napforduló ünnep, tűzön (parázson) járás. | |
| szeptember 1.             | Pécs napja | 1367-ben ezen a napon alapította Nagy Lajos király a pécsi egyetemet                                                                          |
| szeptember 1.             | Szolnok napja                                                                                                 | 1847-ben ezen a napon indult meg Szolnok és Budapest között a vasúti közlekedés                                                               |
| szeptember első szombatja | lecsófőző fesztivál Szentesen                                                                                 | |
| szeptember 21.            | Budapest, Dobogókő, Pilisszántó: őszi nap-éjegyenlőség ünnep                                                  | |
| október 13.               | Mikszáth-nap (Horpács)                                                                                        | |
| október 15.               | Szögi Lajos emléknapja                                                                                        | Olaszliszka |
| október 26.               | Mezőkeresztes város napja                                                                                     | 1596. október 26-án ért véget a mezőkeresztesi csata.                                                                                         |
| november 17.              | Budapest napja                                                                                                | Pest, Buda és Óbuda egyesítésének évfordulója (1873)                                                                                          |
| december 11.              | A fehérvári huszárok emléknapja                                                                               | Az egykor Székesfehérváron állomásozó huszárezred emlékére.                                                                                   |
| december 14.              | Sopron, a hűség városa - a Hűség Napja                                                                        | 1921. december 14–16-án, Sopronban és környékén megtartott népszavazáson a lakosság többsége a Magyarországhoz való tartozás mellett döntött. |
| december 21.              | Budapest, Pomáz, Dobogókő, Pilisszántó: téli napforduló ünnepe, sólyomröptetés                                | |